# Спецпереселенці
Спецпоселенець (спецпереселенець) — особа, виселена з місця проживання, переважно у віддалені райони країни без судової або квазісудової процедури. Особлива категорія репресованого населення СРСР.
У 1930-ті — це були «куркулі» і «підкуркульники», з кінця 1930-х почалися виселення за національною (німці, фіни, італійці та ін) і соціальною ознакою, в тому числі в анексованих державах Балтії, у Молдові та Білорусі, в Західній Україні. Після Другої світової війни на становище спецпереселенців були переведені «власівці», а під час війни — ті, хто підозрювався в колабораціонізмі.

## Розкуркулення
30 січня 1930 Політбюро ЦК ВКП(б) прийняло постанову «Про заходи щодо ліквідації куркульських господарств у районах суцільної колективізації». А 1 лютого 1931 р. з метою надання цьому процесу правової основи ЦВК і РНК СРСР прийняли постанову «Про надання крайовим (обласним) виконкомам і урядам автономних республік права виселення куркулів з меж районів суцільної колективізації сільського господарства». Відповідно до постанови від 30 січня 1930 куркулі були розділені на три категорії:
1. перша категорія — контрреволюційний куркульський актив негайно ліквідувати шляхом відправлення в концтабори, не зупиняючись щодо організаторів терористичних актів, контрреволюційних виступів і повстанських організацій перед застосуванням вищої міри репресії;
2. другу категорію мають скласти інші елементи куркульського активу, особливо з найбільш багатих куркулів і напівпоміщиків, які підлягають висилці у віддалені місцевості Союзу РСР і в межах даного краю у віддалені райони краю;
3. у третю категорію входять куркулі, які підлягають розселенню на нових відведених їм за межами колгоспних господарств ділянках.

Розкуркулені селяни другої категорії, а також сім'ї куркулів першої категорії виселялися у віддалені райони країни на спецпоселення, або трудпоселення (інакше це називалося «куркульським засланням» або «трудзасланням»). У довідці Відділу по спецпереселенцям ГУЛАГу ОГПУ вказувалося, що в 1930—1931 рр. було виселено (з відправкою на спецпоселення) 381026 сімей загальною чисельністю 1803392 людини. До 1934 р. селяни, спрямовані в «куркульське заслання», називалися спецпереселенцями, в 1934—1944 рр. — трудпоселенцями, з 1944 р. — спецпоселенцями.
Другий етап масового розкуркулення та виселення куркулів почався навесні 1931 року. Всього за 1930 і 1931 рік, як зазначено в довідці Відділу по спецпереселенцям ГУЛАГу ОГПУ «Відомості про виселеному куркульстві в 1930—1931 рр.», Було відправлено на спецпоселення 381026 сімей загальною чисельністю 1803392 людини. Виселення куркулів, правда в значно менших масштабах, тривало і в 1932—1933 рр.
Відправка мільйонів людей на спецпоселення (трудпоселення) стало наслідком державної політики спецколонізації, тобто освоєння необжитих і малообжитих районів країни за допомогою насильницьких переселень. У постанові РНК РРФСР від 18 серпня 1930 «Про заходи щодо проведення спецколонізації в Північному і Сибірському краях і Уральській області» вказувалося: Покласти на Наркомзем РРФСР проведення земельного та господарського устрою спецпереселенців та їх сімей, що займаються сільським господарством, в Північному і Сибірському краях і Уральській області. Доручити ВРНГ РРФСР, НКТоргу та іншим господарським органам, за угодою з НКЗемом і Наркомвнудела РРФСР проведення влаштування спецпереселенців, використовуваних по лінії промисловості та промислів. Визнати за необхідне при проведенні спецколонізації:
- максимально використовувати робочу силу спецпереселенців на лісорозробках, на рибних та інших промислах у віддалених, гостропотребкючих робочої сили районах і
- у сільському господарстві влаштовувати лише тих спецпереселенців, робоча сила яких не може бути використана на лісорозробках і промислах.

Доручити НКЗему РРФСР, спільно з ВРНГ РРФСР, НКТоргом і з відповідними крайовими (обласними) виконкомами і за угодою з НКВС РРФСР розробити відповідно до вказівок п.3 цієї постанови конкретні господарські заходи щодо використання спецпереселенців.
Смертність спецпереселенців під час транспортування і в перші роки життя була досить висока. У травні 1933 р. начальник ГУЛАГу ОГПУ М.Берман в рапорті на ім'я заст. голови ОГПУ Г. Г. Ягоди: Незважаючи на Ваші неодноразові вказівки ПП ОДПУ СКК про порядок комплектування та організації ешелонів, що спрямовуються в табори і трудпоселеннях ОГПУ, стан прибуваючих ешелонів абсолютно неблагополучний. У всіх прибуваючих з Північного Кавказу ешелонах відзначена виключно висока смертність і захворюваність, переважно на висипний тиф і гострошлункові захворювання. За повідомленням нач. Сиблага ОГПУ, зі складу прибулих з Півн. Кавказу в Новосибірськ ешелонів трудпоселенців № 24, 25, 26, 27, 28 і 29 загальною чисельністю в 10185 людини померло в дорозі 341 осіб, тобто 3,3 %, у тому числі значна кількість від виснаження. Така висока смертність пояснюється:
- злочинно-недбалим ставленням до відбору контингенту, який виселяють в трудпоселення, результатом чого стало включення в етапи хворих, старих, що явно не можуть за станом здоров'я витримати тривале перевезення;
- невиконанням вказівок директивних органів про виділення трудпоселенцям 2-х місячного запасу продовольства; в зазначених ешелонах трудпоселенці ніяких власних запасів продовольства не мали і під час шляху забезпечувалися тільки хлібом, кепської якості, в кількості від 200 до 400 грам;
- гарячою їжею ешелони забезпечені не були, окропом забезпечувалися абсолютно незадовільно, з великими перебоями, споживання сирої води викликало масові захворювання.

У рапорті М.Бермана від 8 червня 1933 р. ім'я Г. Г. Ягоди відзначалися наступні неблагополучні, на його думку, моменти в комплектуванні та організації ешелонів з виселеними кулаками: висока смертність і захворюваність на висипний тиф, гострошлунковими захворюваннями і навіть натуральною віспою; дуже багато виснажених, старих, які не можуть бути абсолютно використаними; поголовна вошивість; цілковите нехтування до обліку (відсутність особистих справ, постанов про виселення, спотворення прізвищ, неповнота облікових даних і т. ін.); навіть засилання людей, які не підпадають під дію постанови РНК СРСР за ь775/146с від 20 квітня 1933; після прибуття ешелонів до місця призначення іноді з'ясовується, зазначав М.Берман, що серед виселених є робочі, комсомольці, іноземці.
У особливо важкому становищі перебували діти. У доповідній записці Уральського облздороввідділу в Наркомздрав на 10 лютого 1932 відзначалася величезна дитяча смертність серед спецпереселенців. «Так, на комбінаті» К "в м. Пермі за два місяці серпень — вересень померло близько 30 % всіх дітей, в Н. Лялінському районі за рік народилося 87, а померло 347, в Гарінському районі народилося за 2 місяці 32, а померло 73 і вся ця смертність в переважній більшості за рахунок дітей. "
За 1932—1940 рр. на поселення прибуло ще 489 822 куркулів, що разом з 1803392 висланими в 1930—1931 рр. склало 2293214 спецпереселенців. Однак не всі вони були куркулями. Так, на 1 жовтня 1941 р. на обліку перебувало 936 547 трудпоселенців. З них 871 851 чоловік (93,1 %) складали колишні куркулі, а решта 64 696 (6,9 %) — такі особи:
- виселені за рішенням судів за зрив і саботаж хлібозаготівельної та інших кампаній;
- міський декласований елемент, виселений (переважно в 1933 р.) за постановами «трійок» ОГПУ за відмову виїхати за 101-й кілометр з Москви, Ленінграда та інших режимних центрів у зв'язку з паспортизацією;
- виселені (в основному в 1935—1937 рр.) за постановами органів НКВС з прикордонзони; засуджені (переважно в 1932—1933 рр.) органами ОГПУ і судами на строк від 3 до 5 років (крім «особливо соціально небезпечних») з заміною відбування терміну покарання в місцях позбавлення волі напрямком на проживання в спецселища (трудпоселення).

Всі ці особи входили в документах НКВС у контингент «колишні куркулі».

## Історія спецпоселень
Вперше термін «спецпоселення» (рос. «спецпоселки») з'явився в постанові РНК РРФСР № 36 від 16 грудня 1930 «Про трудове влаштування куркульських сімей, висланих у віддалені місцевості, та про порядок організації та управління спеціальними селищами». У ньому сформульовано основні положення про порядок будівництва та управління спецпоселеннями. У постанові зазначалося, що всі «куркульські сім'ї», які зазнали розкуркулення та виселення у віддалені місцевості (друга категорія розкуркулених) у порядку постанови ЦВК і РНК СРСР про заходи щодо зміцнення соціалістичної перебудови сільського господарства в районах суцільної колективізації і по боротьбі з куркульством, видворяються в спеціальні селища. спецпоселення організовуються в місцевостях, де відчувається нестача в робочий силі для лісозаготівельних робіт, у розробці надр, для рибних промислів і т. ін., а також для освоєння невикористаних земель. Спецпоселення не могли бути утворені ближче 200 кілометрів від прикордонної смуги, поблизу залізниць, міст, робітничих селищ і великих селищ, а також фабрик і заводів, колгоспів, радгоспів і МТС. Відступ від цього правила допускалося у виняткових випадках за пропозицією НКВС та з дозволу РНК РРФСР.
До липня 1931 розселенням, працевлаштуванням та іншими питаннями, пов'язаними зі спецпереселенцамі, відали крайові і обласні виконкоми. І лише постановою РНК СРСР від 1 липня 1931 «Про устрій спецпереселенців» їх адміністративне управління, господарське влаштування і використання були доручені ОГПУ. Спеціальні (трудові) поселення ГУЛАГу для висланого куркульства були організовані згідно з постановами РНК СРСР від 16 серпня 1931 № 174с, від 20 квітня 1933 № 775/146с і від 21 серпня 1933 № 1796/393с. За цими постановами на ГУЛАГ було покладено відповідальність за нагляд, пристрій, господарсько-побутове обслуговування та працевикористання виселених куркулів.

### Управління спецпоселеннями
Управління спецпоселеннями здійснювалося призначеними комендантами «селища». У своїй діяльності комендант спецселища підпорядковувався крайовому, обласному адміністративному управлінню та голові райвиконкому, а з 1931 р. — коменданту районної спецкомендатури. При коменданті був технічний персонал, визначений крайовим адміністративним управлінням. Наймання працівників техперсоналу призначалося за погодженням з органами ОГПУ. Комендант призначав собі в допомогу виконавців з числа спецпереселенців в кількості не більше 1 особи на 10 дворів. Спецпоселення входили до складу районів як особливі адміністративні одиниці. Право пересування спецпереселенців та членів їх сімей було обмежено. Вони могли залишати територію селища тільки з дозволу коменданта. Для забезпечення на території селища порядку і безпеки при коменданті були міліціонери в кількості від 1 до 4 осіб, з розрахунку 1 міліціонер на 50 сімей спецпереселенців. Коменданту спецселища надавалися права районного адміністративного відділу і сільради. Права та обов'язки коменданта визначалися інструкцією НКВС УРСР за погодженням з ОГПУ.

### Покарання
Порушення спецпереселенцями правил внутрішнього розпорядку в селищах, ухилення від виконання доручень або роботи та планових завдань, а також вчинення дрібних побутових злочинів тягло за собою адміністративне стягнення у вигляді штрафу до 100 крб. або арешту до 30 діб, що накладаються комендантом селища з затвердженням начальника районного адміністративного відділу. Втеча зі спецселища або відмова від роботи, вчинена більше трьох разів або групою, супроводжувалися відправленням у виправно-трудовий табір. За скоєння злочинів, передбачених статтями Кримінального кодексу (за винятками, зазначеними у статті 19), спецпереселенців відправляли у виправно-трудові табори за постановами ОГПУ.

### Оплата праці
Спецпереселенці, розселені в 1930—1931 рр., були звільнені від усіх податків і зборів до 1 січня 1934. Деяким трудпоселенцям ця пільга була продовжена до 1 січня 1935. Основна ж їх маса з 1934 р. стала обкладатися усіма податками та зборами на однакових підставах з іншими громадянами. В оплаті праці та інших умовах роботи вони прирівнювалися до всіх робітників і службовців, за винятком того, що їх не брали до профспілки і з їхньої зарплати утримувалося 5 % на утримання апарату Відділу трудових поселень ГУЛАГу і адміністративне обслуговування трудпоселень (до серпня 1931 ці відрахування становили 25 %, до лютого 1932 — 15 %).

### Освіта
Ухвалою РНК СРСР і ЦК ВКП (б) від 15 грудня 1935 «Про школи у трудпоселеннях» дозволялося дітей трудпоселенців, які закінчили неповну середню школу, приймати на загальних підставах як в технікуми, так і в інші спеціальні середні навчальні заклади, а хто закінчив середню школу — допускати на загальних підставах до вищих навчальних закладів.

### Виборчі права
У початковий період всі виселені куркулі були позбавлені виборчих прав. З 1933 р. стали відновлюватися в цих правах діти, які досягли повноліття. У постанові Президії ЦВК СРСР від 17 березня 1933 «Про порядок відновлення у виборчих правах дітей куркулів» вказувалося: "Діти висланих куркулів, як знаходяться в місцях заслання, так і поза її, і досягли повноліття, відновлюються у виборчих правах районними виконкомами по місцем їх проживання за умови, якщо вони займаються суспільно корисною працею і сумлінно працюють ". Що стосується дорослих, то відновлення їх у виборчих правах до 1935 р. відбувалося строго в індивідуальному порядку після закінчення, як правило, 5-річного терміну з моменту виселення та наявності позитивних характеристик про поведінку і роботу. Перший досвід звільнення спецпереселенців — передовиків виробництва був проведений в 1932 р. Практика відновлення спецпереселенців у виборчих правах була законодавчо закріплена спеціальною постановою ЦВК СРСР від 27 травня 1934 При цьому більшість звільнених спецпереселенців, незважаючи на пропагандистську роботу, виїжджало з місць поселень. Постановою ЦВК СРСР від 25 січня 1935 всі колишні куркулі були відновлені у виборчих правах нарівні з іншими громадянами СРСР. Однак це не давало їм права покинути встановлене місце проживання.

### Паспорти
2 жовтня 1938 вийшла постанова РНК СРСР про видачу паспортів дітям спецпереселенців і засланців. Згідно з даною постановою, діти трудпоселенців, якщо вони особисто нічим не були зганьблені, після досягнення 16-річного віку на персональний облік Відділу трудових поселень ГУЛАГу НКВД СРСР не ставилися, отримували паспорти на загальних підставах і могли покинути трудпоселення. У 1939 р. за цією постановою було звільнено 1824 трудпоселенців, в 1940 р. — 77661. Крім цього, в 1939—1940 рр. було звільнено на навчання 18451 осіб, передано на утримання — 2721 і звільнено як «неправильно висланих» — 1540 трудпоселенців. У 1938—1941 рр. за рішеннями місцевих органів влади деяким колишнім куркулям, відновленим у виборчих правах до 1935 р., було дозволено покинути трудпоселення і виїхати до обраних ними місць проживання. Крім того, 3 червня 1939 вийшло розпорядження НКВС СРСР «Про звільнення трудпоселенців — інвалідів».

### Період Німецько-радянської війни
Після початку Німецько-радянської війни потік заяв про звільнення з трудвислання сильно скоротився, а від деяких раніше звільнених трудпоселенців стали надходити заяви з проханням дозволити повернутися в трудпоселок і знову встати на облік трудпоселень. Це було пов'язано з тим, що статус трудпоселенців рятував від військової служби і відправки на фронт. Так, у вказівці Головного управління РСЧА від 27 лютого 1940 «Про порядок приписки до призовних дільниць трудпоселенської молоді» пропонувалося «призовників з числа трудпоселенської молоді, яка стоїть на обліку місцевих органів ОТП ГУЛАГ НКВС, до призовних дільниць не приписувати, облік їх не вести і в Червону Армію і Флот не закликати», в той час як «звільнена з трудових селищ призовна молодь підлягає приписці до призовних дільниць та призову в армію із зарахуванням до кадрів війська за особливою вказівкою НКО СРСР». Тим не менш, практикувався обмежений заклик трудпоселенців в Червону Армію. Наприклад, з початку війни і до 15 жовтня 1941 р. у РСЧА було покликано 3218 трудпоселенців, з них 301 — у кадрові частини і 2917 — у спеціальні будівельні батальйони. 11 квітня 1942 Державний Комітет Оборони (ДКО) прийняв Постанову № 1575сс, згідно з яким за період з 15 квітня по 15 травня 1942 належало призвати в Червону Армію «35000 чоловік за рахунок ретельного відбору дітей переселенців і переселенців призовного віку». Разом з іншими категоріями призивників з 15 квітня 1942 р. цих трудпоселенцев належало використовувати «на укомплектування запасних частин для підготовки маршових поповнень і на доукомплектування виведених з фронту стрілецьких дивізій, а також на формування танкових та інших спеціальних частин». У червні 1942 р. спеціальною постановою ДКО план мобілізації трудпоселенців в Червону Армію був збільшений до 50 тис. осіб. До 1 листопада 1942 мобілізація трудпоселенців в Червону Армію була завершена. Всього з початку війни було призвано в армію 60747 трудпоселенців (з них 57324 — після 1 січня 1942 р.).
З 1 вересня 1944 зі спецпереселенців контингенту «колишні куркулі» було припинено утримання 5 % від заробітної плати на витрати з їх адміністративному управлінню та нагляду. Це було зроблено на підставі постанови РНК СРСР № 1147-340С від 24 серпня 1944 «Про скасування процентних відрахувань із заробітків спецпереселенців, встановлених постановою Раднаркому СРСР від 1 липня 1931 № 130сс». Відтепер всі податки з їх доходів стали стягуватися як і з повноправних громадян.
З початком другої світової війни «куркульський» контингент спецпоселень став розбавлятися іншими категоріями репресованих. 17 серпня 1939 радянські війська зайняли східну частину Польщі, в прикордонних районах якої жили так звані осадники — колишні військові, які отримали землю — облогу на кордоні. Майже всі ці люди брали участь в Радянсько-польській війні 1920 року, а тому розцінювалися співробітниками НКВС як потенційні вороги. У зв'язку з цим 29 грудня 1939 РНК СРСР затвердив «Положення про спецпоселення і трудове влаштування осадників, кого виселяють із західних областей УРСР і БРСР» (так радянський уряд називав східні райони Польщі). Переселення почалося 1 лютого 1940 року, і до 2 квітня 1940 було виселено 139 596 чоловік. У роки Німецько-радянської війни система спецпоселень ГУЛАГу поповнилася переселенцями, репресованими за національною ознакою. А після її закінчення новою категорією спецпоселенців — «власівцями». На 1 липня 1950 р. у системі спецпоселень МДБ СРСР крім спецпоселенців категорії «колишніх куркулів» знаходилися такі категорії: поляки — 56 000; німці — 949829; калмики — 91919; чеченці, інгуші, карачаївці, балкари — 608 799; кримські татари, греки, вірмени, болгари — 228 392; турки, курди, хамшили — 94955 ; «Фолкс дейч» — 5 914; «оунівці» — 100310; «власівці» −148079; «указники» — 42690; грузинські турки, греки і дашнаки — 57670; іранці — 4 776 осіб. До цього часу на обліку спецпоселень складалося 667589 сімей у кількості 2562955 чоловік. У їх числі було: чоловіків — 776 989, жінок — 929 476, дітей — 856 490 осіб.
Загальне число виселених до 1945 року перевищило 5 мільйонів чоловік.
У 1948 році народи, виселені під приводом співпраці з гітлерівцями, були оголошені «поселеними навічно», вводився термін покарання за втечу — 25 років.

### Кінець спецпоселень
Масове звільнення колишніх куркулів, що залишалися до цього часу на спецпоселенні почалося після закінчення війни. Так, на 1 квітня 1947 їх було на обліку 481 186, на 1 січня 1948 р. — 210 556, на 1 липня 1949 р. — 124 585, а на 1 липня 1952 р. — 28009 осіб. Система спецпоселень як особливий тип режимного життя спецпереселенців існувала до 1954. Кінець Гулагівській системі спецпоселень для «колишніх куркулів», що існувала чверть століття, 13 серпня 1954 поклала постанова Ради Міністрів СРСР № 1738/789сс «Про зняття обмежень по спецпереселенню колишніх куркулів та інших осіб». Цією постановою знімалися обмеження по спецпереселенню:
- з «колишніх куркулів», виселених в 1929—1933 рр. з районів суцільної колективізації;
- з німців — місцевих жителів Далекого Сходу, Сибіру, Уралу, Середньої Азії, Казахстану та інших місць, звідки відбувалося виселення німців;
- з німців, мобілізованих в період Великої Вітчизняної війни для роботи в промисловості, які виселенню підлягали.

Режим спецпоселення став пом'якшуватися в 1954 році і був знятий в 1956-му (Відлига).
Кілька народів (кримські татари, німці тощо) не отримали можливості повернення.
Кримські татари повернулися в Крим явочним порядком у 1989—1990 роках у перебудову, повернення німців на територію колишньої республіки німців Поволжя так і не відбулося.

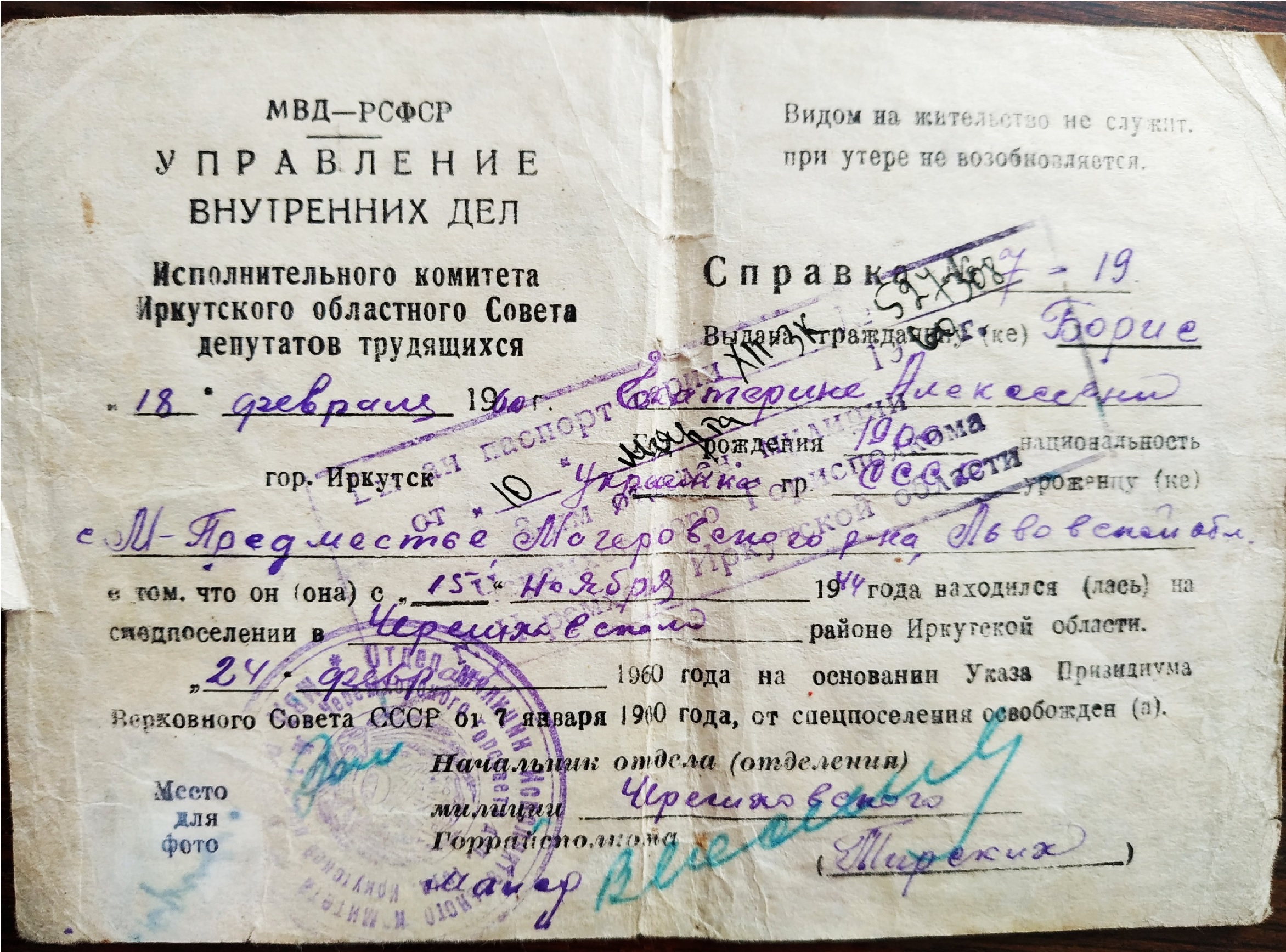
Справка про звільнення з спец поселення. с. Черемхово, Іркутська область.

## Роль спецпереселенців в економіці СРСР
Спецпереселенці взяли активну участь в будівництві Біломорсько-Балтійського каналу, допоміжних об'єктів, в його експлуатації, будівництві нових селищ і міст. Вони становили основну продуктивну силу Біломорсько-Балтійського комбінату НКВС. На будівництві каналу внаслідок каторжної ручної праці, а також холоду, голоду, епідемій загинули тисячі спецпереселенців. Спецпереселенець Мурманського округу Копольцев говорив: "Балтійський канал зроблений руками куркулів, де вони і загинули. Пароплави ходять не по воді, а по людській крові. А ми-то працюємо в Хібиногорську за 800 грамів хліба ".

### Кузбас
Починаючи з 1930-х років до Кузбасу стали направляти так званих спецпереселенців — «розкуркулених селян», «ворогів народу», «шкідників» і т. д. За період першої п'ятирічки (до 1932 року) до Кузбасу було спрямовано 61 тис. спецпереселенців. Більшість із них опинилась на шахтах, рудниках, будовах і металургійних заводах. Спецпереселенці були практично безправні в трудовому відношенні. Вони працювали під наглядом місцевих органів НКВС. Норми виробітку для них були набагато вищими, а умови праці складнішими і важчими, ніж у вільнонайманих робітників. Як наслідок, спецпереселенці працювали по 12 і більше годин на добу. Працювати мусили навіть вагітні жінки та підлітки. Якщо в 1928 серед шахтарів Кузбасу частка жінок складала 3,2 %, то в 1936 році — 21,2 %. Жили спецпереселенці у малопристосованих приміщеннях, часто просто в землянках і куренях. Після початку депортації в серпні 1941 радянських німців Поволжя до Новосибірської області, куди входив Кузбас, лише до кінця року було переселено понад 124 тис. осіб. За даними на 1942 на шахтах Кузбасу працювало близько 9 тис. німців. Вся діяльність мобілізованих радянських німців регламентувалася спеціальною інструкцією, розробленою Наркоматом вугільної промисловості та узгодженою з керівництвом НКВС, по використанню їх на підприємствах Наркомугля. Трудомобілізовані радянські німці розподілялися по трестам, де з них формувалися шахтові загони, дільничні колони, змінні відділення та бригади. Кожен загін очолювався співробітником НКВС або представником начскладу Червоної армії. Інструкція не допускала можливості спілкування мобілізованих радянських німців з місцевим населенням. Мобілізовані радянські німці не володіли навичками шахтарської праці, тому на найбільш складних роботах допускалося використання кваліфікованих вільнонайманих робітників: машиністів врубмашин, посадчиків лав, запальщиків. Не допускалися мобілізовані радянські німці на роботи, пов'язані з використанням вибухівки, тому тут застосовувалась лише праця вільнонайманих працівників. [9]

### Урал
Головним районом вислання для «куркулів» став Урал, як нова промислова база СРСР. До лютого 1932 року тут налічувалось близько 500 тис. спецпереселенців, які були «закріплені» за ліспромгоспами, підприємствами різних галузей промисловості (у віданні Уралвугілля їх налічувалося 47666, Магнітобуду — 40 тис., Востокоруди — 26845, підприємств кольорової металургії — 18 341, Уралбудматеріалу — 16 145, Востокосталі — 16 тис., Союзриби — 15172, Уралторфу — 8517 , Уралбудіндустрії — 7515, Пермтранслісу — 7221, Уралтальку — 3764, Уралмашбуду — 3604, Хімбуду — 2773, Уралсолі — 2336, в лісовій промисловості — 27 415 та т. д.). Крім того, 17 634 особи були використані в сільгоспколонізації.